# ELEX
ELEX (від Eclectic, Lavish, Exhilarating, Xenial) — рольова відеогра в жанрі Action/RPG, розроблена студією Piranha Bytes та видана THQ Nordic. Гра вийшла на платформах Microsoft Windows, Xbox One і PlayStation 4 17 жовтня 2017.
Сетинг гри еклектичний: розробники поєднали елементи середньовічного фентезі, постапокаліпсису та футуристичного кіберпанку. Головний герой, Джакс, живе у світі, що зазнав падіння комети. Катастрофа, крім того, що зруйнувала місцеву цивілізацію, занесла на планету екзотичний хімічний елемент елекс, який різні фракції прагнуть використати для панування над світом.

## Ігровий процес
Гра ведеться з виглядом від третьої особи. Головний герой вперше в історії ігор Piranha Bytes не безіменний, а має ім'я Джакс і передісторію. Йому належить досліджувати світ, боротися з ворогами й виконувати завдання зустрічних персонажів — квести. Дозволяється використання холодної та вогнепальної зброї, а також магії. У грі комбінуються два типи ближніх атак: швидкі, але слабкі, з повільними, але сильними. Дається змога ухилятися від атак і блокувати їх. Персонаж володіє запасом здоров'я і витривалості, яка витрачається на такі дії, як ривки чи сильні удари.
Територія гри поділена на великі регіони, кожен зі своїми умовами, і наповнена живністю. Для переміщення доступний реактивний ранець, який дозволяє здійснювати короткі перельоти, а також телепорти, розміщені в різних регіонах.
Заробляючи за знищення противників або виконання квестів досвід, Джакс вкладає його у розвиток своїх характеристик (сили, стійкості, спритності, інтелекту та хитрості) та численних здібностей. Знайшовши «учителів» він може вивчити в них спеціальні уміння в обмін на певну плату. Знайдені предмети складають до інвентарю, гравець може призначити кілька до швидкого застосування. Ними можна торгувати.
Джакс може вступити до однієї із 3 фракцій: варварів Берсеркерів, прагматичних Вигнанців та високотехнологічних і релігійних Кліриків. В діалогах пропонується кілька варіантів відповідей, які разом із вчинками змінюються ставлення персонажів і майбутні завдання. Головний герой може знайти і взяти із собою до шести компаньйонів, з кожним із яких пов'язані квести, що глибше розкривають їхні особистості.

## Сюжет

### Світ гри
Події відбувається на планеті Магалан, що зазнала руйнівного падіння комети. Внаслідок цього місцева технологічно розвинена цивілізація занепала, проте занесений з космосу елемент елекс став основою виживання її нащадків. Фракція Берсеркерів навчилася використовувати елекс як джерело «магії», що замінила технології та допомагає вижити серед дикої природи. Берсеркери прагнуть очистити від елексу світ, переробивши його на магічний ресурс. Вигнанці стали прагматиками, що використовують будь-які можливості до виживання і населяють пустки, збираючи все в руїнах і грабуючи перехожих. Клірики почали використовувати елекс для роботи своїх машин і стали найтехнологічнішою фракцією. Вони вірять в бога Калаана і що володіння елексом ким-небудь, крім них самих, це гріх. Альби ж відкололися від Кліриків і поєднали технології з використанням елексу для посилення свого тіла. Як наслідок вони стали могутніми, проте позбавилися емоцій та прагнуть завоювати світ. Крім того, елекс виявився здатним перетворювати людей, які зловживають ним, на чудовиськ.

### Історія
Головний герой, Джакс, є колишнім генералом фракції технологічних і беземоційних Альбів. Він вирушає на місію зі знищення духовного лідера Берсерків, але його транспорт збиває невідомий. Поранений, Джакс опиняється в горах, де його за провал місії застрелює Каллакс — брат Джакса. Джакс дивом виживає, проте все його спорядження викрадають Вигнанці. Елекс за час, проведений без тями, зникає з його тіла, що повертає емоції. Джакс вирушає на пошуки допомоги й помсти.
Джакс дізнається про присутність Альбів у околицях і розшукує зброю зі спорядженням, щоб захистити себе. Він заручається допомогою місцевих сепаратистів і роздумує кому було вигідно його вбивство. Джакс довідується про альба-втікача Зордома, який погоджується допомогти в обмін на виконання своїх планів. Зордом посилає Джакса до Торальда, котрий виявляється лідером Берсеркерів. Від Торальда герой дізнається як зустрітися з Гібридом — керівником Альбів. Гібрид стурбований підозрілими дослідженнями Торальда, а той своєю чергою прагне позбавити вільні народи від терору Альбів.
Подорожуючи по Магалану, Джакс знайомиться з лідером Вигнанців Логаном, Ульбрехтом — очільником Кліриків, і напарниками: Альбом-сепаратистом Арксом, дроном C.R.O.N.Y. U4, Берсеркеркою Каєю, Дурасом з вільних народів, Кліриком Фалком, Вигнаницею Несті та її земляком Реєм. Мандруючи з ними, Джакс розкриває існування мани — перетвореного рослинами різновиду елексу.
Попри різних потенційних союзників, Джакс усе ж потребує допомоги Торальда і виконує його завдання — винищує сепаратистів або укладає з ними мир. Він розкриває, що потрапити в цитадель Гібрида, «Крижаний палац», можна лише знаючи код, яким володіє Каллакс. Для проникнення в «Крижаний палац» Джакс знайомиться з колишнім Кліриком Гарлі, який допомагає оминути щит цитаделі. Проте тамтешня оборона виявляється сильніша, ніж очікувалося, і Джакс наважується на ризикований бій. Він пробивається до Гібрида, перемагає його та постає перед вибором, що вирішить подальшу долю Магалана. Фінал залежить від того, чи був Джакс емоційним, або зберігав притаманну Альбам незворушність. Він дізнається від Гібрида, що комету з елексом послала на Магалан інопланетна цивілізація. Гібрид випадково отримав здатність спілкуватися з загарбниками та вирішив підготувати людство, щоб дати відсіч.
- Емоційний. Джакс вірить Гібриду, але не згідний з його методами. Він убиває Гібрида, на місце якого претендує Зордом. Джакс може прогнати його або також убити. Берсеркери та сепаратисти схвалюють такий розвиток подій, на відміну від вцілілих Альбів.
- Поміркований. Джакс дає Гібриду ману, що пробуджує в нього емоції. Гібрид визнає свої злочини та вирішує спрямувати могутність Альбів на благо всіх людей. Більшість Альбів приймають нову політику, тоді як Ульбрехт вважає, що світ у небезпеці поки Гібрид живий. Логан вбачає в Джаксі нову загрозу та нападає на нього.
- Холодний. Джакс поділяє погляди Гібрида і стає служити йому аби поширити владу Альбів. Йому доводиться битися з Ульбрехтом, який обурений встановленням ще гіршої тиранії. Сепаратисти та Берсеркери стають ворогами Джакса. Решта сумніваються чи можна вірити Гібриду.

## Оцінки й відгуки
| Агрегатор  | Оцінка                                 |
| ---------- | -------------------------------------- |
| Metacritic | 58/100 (PS4) 62/100 (XONE) 67/100 (PC) |

| Видання  | Оцінка |
| -------- | ------ |
| GameSpot | 4/10   |
| IGN      | 4.9/10 |

ELEX зібрала посередні оцінки, отримавши на агрегаторі Metacritic 58/100 у версії для PlayStation 4, 62/100 для Xbox One та 67/100 для ПК.
Джеймс Свінбенкс із GameSpot відгукувався, що світ гри неординарний, а пейзажі надзвичайно гарні, що, втім не завжди можна сказати про персонажів. Конфлікти між фракціями місцями доволі цікаві, та центральний сюжет невиразний і містить забагато звернень до минулого Джакса. А технічні проблеми, такі як поганий відгук керування та «падіння» гри псують задоволення. Як писалося у вердикті: «Світ ELEX, безсумнівно, приваблює, але хороші моменти здебільшого розкидані серед купи грубих технічних проблем та дивного дизайну, що лише засмучує. Гра пропонує неймовірно пропрацьований світ і основу переконливої рольової гри, яка, на жаль, майже не реалізує свій потенціал майже у всіх аспектах».
ТіДжей Гафер з IGN писав, що сюжетні повороти несподівані та надовго лишаються в пам'яті, а персонажі багатошарові. Однак, як на рольову гру, ELEX пропонує не так багато доленосних рішень і приділяє надто багато уваги боям. Але найбільша проблема гри — це зламані тригери подій, жахливий ШІ союзників, неправильно розміщені вказівники завдань і відсутність пояснень щодо деяких вимог. Визнаючи, що ELEX має всі складові хорошої гри, Гафер зробив висновок: «Але на цей момент я просто не можу рекомендувати нікому витрачати гроші на цю технічну катастрофу — ELEX».